# Most Vasco da Gama
Most Vasco da Gama (port. Ponte Vasco da Gama) je most preko rijeke Tajo u Lisabonu, Portugal. To je naduži most u Europi (uključujući i vijadukte), i osmi u svijetu, s ukupnom dužinom od 17,2 km, uključujući 0,829 km za glavni most, 11,5 km vijadukata, te 4,8 km pristupnih cesta.
Most je otvoren za promet 29. ožujka 1998., u vrijeme održavanja Expo 98, 18 mjeseci nakon početka radova na njegovoj izgradnji.